# Ngalaga
Ngalaga est une localité du Cameroun située dans l'arrondissement de Bogo, le département du Diamaré et la région de l’Extrême-Nord. Elle fait partie du lawanat de Wouro Messere.

## Population
En 1975, la localité comptait 186 habitants, des Peuls.
Lors du recensement de 2005, on y a dénombré 366 personnes, dont 198 hommes et 168 femmes.